# Хо (язык)
Хо (также известен как Бихар-хо и Ланка-кол) — язык семьи мунда, число носителей — чуть более 1 млн чел. Письменность — деванагари (используется в штате Бихар), ория (используется в штате Орисса) и оригинальный алфавит варанг-кшити. Носители — народ хо, которые говорят на нём в штатах Западная Бенгалия, Орисса (округа Коэнджхар и Маюрбхандж), Джаркханд (районы Дхалбхум, Колхан, Серайкелла в округе Сингхбхум).